# Liebster Immanuel, Herzog der Frommen
Liebster Immanuel, Herzog der Frommen (in tedesco, "Carissimo Emmanuele, sovrano dei pii") BWV 123, è una cantata sacra di Johann Sebastian Bach.
Basata sull'omonimo corale, venne composta per la festa dell'Epifania.

## Storia
Venne camposta a Lipsia nel 1725 e venne eseguita nella Thomaskirche il 6 gennaio di quell'anno. Le letture previste per quel giorno erano: Isaia 60: 1-6, e Matteo 2: 1-12.
Il testo del primo e del sesto movimento è tratto dalle rispettive stanze del corale di Ahasverus Fritsch.
Degli altri movimenti non si conosce il librettista, tuttavia il contenuto del testo è attinente a quello delle strofe corrispondenti del corale.

## Organico
La cantata richiede un'orchestra costituita da:
- due flauti traversieri
- due oboi d'amore
- due violini
- viola
- basso continuo

e come solisti:
- contralto
- tenore
- basso
- coro misto

## Musica
La cantata si apre con un movimento in tempo ternario, che fin dall'inizio presenta la melodia del corale  Liebster Immanuel, Herzog der Frommen in qualità di cantus firmus (all'inizio solo nella parte del basso continuo, poi anche nelle parti acute e infine nelle parti del coro).
Questa melodia (di autore anonimo, composta intorno al 1698) fa da filo conduttore tra il primo, il quinto e l'ultimo movimento.
Segue un recitativo per contralto e basso continuo.
Il tenore canta poi un'aria accompagnato da due oboi d'amore (che articolano un piccolo fugato) e dal basso continuo.
In seguito si ha un recitativo per basso e continuo, a cui succede un'aria per basso solista, flauto traversiere e continuo (in quest'aria la melodia di corale è individuabile in alcuni passi della parte del flauto).
La cantata si conclude con un corale a quattro parti,  basato sempre sulla medesima melodia.
Gran parte dei movimenti del lavoro sono nella tonalità di si minore. Fanno eccezione i due recitativi (che terminano rispettivamente in la maggiore e in re maggiore, pur partendo dalla tonalità sopra citata) e la prima aria (scritta in fa diesis minore).

## Movimenti
1. Coro: Liebster Immanuel, Herzog der Frommen (tutti)
2. Recitativo: Die Himmels-Süssigkeit, der Auserwählten Lust (contralto, basso continuo)
3. Aria: Auch die harte Kreuzesreise (tenore, due oboi d'amore, basso continuo)
4. Recitativo: Kein Höllenfeind kann mich verschlingen (basso, basso continuo)
5. Aria: Lass', o Welt, mich aus Verachtung (basso, flauto traversiere, basso continuo)
6. Corale: Drum fahrt nur immerhin, ihr Eitelkeiten! (tutti)